# Baronía de Náquera

Escudo del municipio de Náquera (provincia de Valencia), de donde tomó el nombre la baronía de Náquera

La baronía de Náquera es un título nobiliario español concedido el 28 de febrero de 1474 por el rey Juan II de Aragón por vínculo creado, previa facultad real, a favor de Pedro Ruiz de Corella, noble del Reino de Valencia, hijo de Bernardo Ruiz de Corella, señor de Náquera y hermano del conde de Cocentaina.
El título fue rehabilitado en 1916 por el rey Alfonso XIII, a favor de Francisco de Paula de Arróspide y Álvarez de Villamañán, XIII conde de la Revilla, hijo de José María de Arróspide y Marimón VIII marqués de Serdañola.
Su denominación hace referencia al municipio de Náquera en la provincia de Valencia.

## Barones de la Náquera
|                                 | Titular                                                 | Periodo                        |
| Creación por Juan II de Aragón  | Creación por Juan II de Aragón                          | Creación por Juan II de Aragón |
| ------------------------------- | ------------------------------------------------------- | ------------------------------ |
| I                               | Pedro Ruiz de Corella                                   | 1474-                          |
| II                              | Margarita Ruiz de Corella                               |                                |
| III                             | Ana Pardo de la Casta y Corella                         |                                |
| IV                              | Francisco Figuerola y Pardo de la Casta                 |                                |
| V                               | Melchor Figuerola Fenollet                              |                                |
| VI                              | Pedro Figuerola y Pardo de la Casta                     |                                |
| VII                             | Vicente Figuerola y Vilana                              |                                |
| VIII                            | María Figuerola y Blanes                                |                                |
| IX                              | María Josefa Boil de Arenós y Boil de Figuerola         | ?-1778                         |
| X                               | José Antonio de Marimón y Boil de Arenós                | 1778-1794                      |
| XI                              | José Pascual de Marimón y Perellós                      | 1794-1832                      |
| XII                             | José María de Marimón y Perellós                        |                                |
| XIII                            | María de los Dolores de Marimón y Query                 | ? -1865                        |
| Rehabilitación por Alfonso XIII |                                                         |                                |
| XIV                             | Francisco de Paula de Arróspide y Álvarez de Villamañán | 1916-1938                      |
| XV                              | Francisco de Paula de Arróspide y Zubiaurre             | 1940-1958                      |
| XVI                             | Alfonso Juan de Arróspide y Zubiaurre                   | 1958-2021                      |
| XVII                            | María Aránzazu de Arróspide Carrero                     | 2021-                          |

## Historia de los Barones de Náquera
- Pedro Ruiz de Corella (m. 1474), I barón de Náquera.[1] Le sucedió:

- Margarita Ruiz de Corella, II baronesa de Náquera. Le sucedió:

- Ana Pardo de la Casta y Corella, III baronesa de Náquera. Le sucedió su hijo:

- Francisco Figuerola y Pardo de la Casta, IV barón de Náquera. Le sucedió su hijo:

- Melchor Figuerola Fenollet, V barón de Náquera. Le sucedió su hijo:

- Pedro Figuerola y Pardo de la Casta, VI barón de Náquera. Le sucedió su nieto:

- Vicente Figuerola y Vilana, VII barón de Náquera. Le sucedió la hermana de su padre, por tanto su tía carnal:

- María Figuerola y Blanes (n. 1689), VIII baronesa de Náquera. Le sucedió su hija:

- María Josefa Boil de Arenós y Boil de Figuerola (1711-1778), IX baronesa de Náquera, VI marquesa de Boil (por sucesión de su hermano Pedro, V marqués de Boil).

Casó con Juan Antonio de Marimón y Velasco, III marqués de Serdañola, IX conde de la Revilla. Le sucedió su hijo:
- José Antonio de Marimón y Boil de Arenós (1734-1794), X barón de Náquera, VII marqués de Boil, IV marqués de Serdañola, X conde de la Revilla.

Casó con Josefa Rabasa de Perellós y Lanuza, VIII condesa de Plasencia, (hija de Ginés Rabasa de Perellós y Lanuza, III marqués de Dos Aguas y de su esposa Elena de Lanuza Boxadors, VII condesa de Plasencia). Le sucedió su hijo:
- José Pascual de Marimón y Perellós (1775-1832), XI barón de Náquera, VIII marqués de Boil, V marqués de Serdañola, XI conde de la Revilla.

Casó en primeras nupcias con María del Pilar Rebolledo de Palafox y Melzi, hija de Juan Felipe Rebolledo de Palafox y Bermúdez de Castro, III marqués de Lazán, marqués de Navascués, marqués de Cañizar, marqués de San Felices. Sin descendientes. Contrajo un segundo matrimonio con María del Carmen Marí y Alfonso. Sin descendientes. Casó en terceras nupcias con María Quintina Belvis. Sin descendientes. Le sucedió su hermano:
- José María de Marimón y Perellós (1795-1842), XII barón de Náquera, IX marqués de Boil, VI marqués de Serdañola, XII conde de la Revilla.

Casó con María de los Dolores de Queri y Peñafiel. Le sucedió su hija:
- María de los Dolores de Marimón y Queri (1819-1865), XIII baronesa de Náquera, X marquesa de Boil, VII marquesa de Serdañola, marquesa de Dos Aguas, IX condesa de Albatera, IX condesa de Plasencia, XIII condesa de la Revilla.

Casó con José María de Arróspide y Charcôt.
Rehabilitación en 1916 por:
- Francisco de Paula de Arróspide y Álvares de Villamañán (1881-1938), XIV barón de Náquera, XIII conde de la Revilla.

Casó con María de los Desamparados Zubiaurre e Iturzaeta. Le sucedió, en 1940, su hijo:
- Francisco de Paula de Arróspide y Zubiaurre, XV barón de Náquera, XIV conde de la Revilla.

Casó con María del Carmen Ruiz de Arana y Montalvo. Le sucedió, en 1958, su hermano:
- Alfonso Juan de Arróspide y Zubiaurre (1933-Madrid, 16 de abril de 2020[2]), XVI barón de Náquera.

Casó con María Antonia Carrero y León.
- María Aránzazu de Arróspide Carrero. XVII baronesa de Náquera.[3]